# Петер Эрнст I фон Мансфельд
Петер Эрнст I фон Мансфельд (нем. Peter Ernst I von Mansfeld; 12 августа 1517, замок Хельдрунген (Тюрингия) — 25 мая 1604, Люксембург-Клаузен) — военачальник и государственный деятель Испанской империи, фельдмаршал, штатгальтер Испанских Нидерландов и губернатор Люксембурга.

## Биография
Второй сын графа Эрнста II фон Мансфельда и графини Доротеи фон Зольмс-Лих.
Воспитывался при дворе Римского короля Фердинанда, брата императора Карла V. В 1533 году поступил на имперскую службу, в 1535 году участвовал в Тунисской экспедиции. По возвращении остался оруженосцем-стольником (écuyer tranchant) у императора, который произвел его в рыцари.
В 1543 году при осаде Ландреси командовал ротой кавалерии, а в следующем году Рено III ван Бредероде, командовавший тысячей кавалеристов под Сен-Дизье, взял его в качестве лейтенанта и дал две сотни рейтаров.
2 июня 1545, после отставки Пьера де Вершена, был назначен губернатором Люксембурга и Намюра. Закончил возведение в столице герцогства укреплений, строившихся инженерами Марко из Вероны и Свером из Утрехта.
В 1546 году на капитуле в Утрехте был принят в рыцари ордена Золотого руна.
В 1552 году, после захвата Меца Генрихом II, королева Мария Венгерская поручила Мансфельду небольшую армию, составленную из дворян и воинов Нидерландов. Он последовательно овладел Стене, Монфоконом, Гранпре и другими местами, затем, призванный возглавить оборону осажденного Ивуа, был предан гарнизоном и попал в плен к французам. Был освобожден в 1557 году, после уплаты крупного выкупа.
Наследовав Карлу V, Филипп II направил Мансфельда в качестве своего представителя на Регенсбургский рейхстаг, а после возвращения из Германии дал ему под Сен-Кантеном роту из 50 копий и командование шестизнаменным валлонским пехотным полком, с чином генерал-кампмейстера немцев, служивших под испанскими знаменами. Внес вклад в победу в битве при Сен-Кантене, где был ранен выстрелом из пистолета в колено, оставившим его калекой.
В следующем году, подтвержденный в должности генерал-кампмейстера, командира рейтарского и валлонского пехотного полков, безуспешно пытался оказать помощь осажденному Тионвилю.
К этому времени граф был уже сильно опутан долгами, и на Гентском капитуле Золотого руна 1 августа 1558 он был привлечен к ответу офицером юстиции Большого Мехеленского совета и одним буржуа из Брюсселя, которые потребовали выплаты по нескольким займам. Тем не менее, Филипп II перед отъездом в Испанию, утвердил Мансфельда в должности губернатора и капитан-генерала герцогства Люксембург и графства Шини.
В годы после заключения Като-Камбрезийского мира граф больше времени проводил в Брюсселе в своем дворце, нежели в губернаторстве, ибо кардинал Гранвель 12 октября 1562 писал Гонсало Пересу, что за последние три года Мансфельд не провел и двух месяцев в Люксембурге. Женившись в том же году вторым браком на Марии де Монморанси, сестре графа Хорна и барона Монтиньи, он занял место в рядах противников кардинала. 30 мая того же года на совещании губернаторов провинций и рыцарей ордена, созванном правительницей Маргаритой Пармской в Брюсселе для выработки мер, способных помешать французским гугенотам проникать в Нидерланды для соединения с единоверцами, Мансфельд, вероятно, был в числе тех, кто вопреки герцогине и Гранвелю, предложили союз с Генеральными штатами для получения средств на фортификационные работы и вооружение пограничных крепостей.
В июле 1563 граф участвовал в совещании недовольных сеньоров, решивших, что никто из них не отправится в Испанию для предоставления отчета королю о делах в Нидерландах (чтобы ехать пришлось самому Гранвелю). Спровоцировав отъезд кардинала, Мансфельд в 1564 году на празднестве в Люксембурге, посвященном крещению его сына Филиппа Октавиана, и в которых участвовали принц Оранский, графы Хорн и Хогстратен и барон де Монтиньи, представил бурлескную сцену, в которой фигуру кардинала преследовали два черта с лисьими хвостами, что было аллюзией на противника Гранвеля Симона Ренара.
Недовольная Маргарита воздержалась от рекомендации Мансфельда в члены Государственного совета, под предлогом его иностранного происхождения, хотя статус рыцаря ордена Золотого руна и должность губернатора провинции давали ему права местного уроженца.
После отъезда кардинала Мансфельд все же вернулся в фавор; в 1565 году он был назначен генералом эскадры, посланной в Лиссабон за Марией Португальской, невестой сына правительницы Алессандро Пармского. Отправившись из Флиссингена 12 августа, в компании жены и сына Карла, он вернулся 2 ноября в Армюйден, на острове Вальхерен, привезя португальскую принцессу. Герцогиня поблагодарила его от имени короля, герцог Пармский подарил 4000 дукатов, Маргарита преподнесла графине колье, ценой 2500 дукатов, а дочерям драгоценностей на 900 дукатов. Филипп II пожаловал Мансфельду еще несколько милостей, и граф, надеявшийся сделать дипломатическую карьеру, изъявил желание отправиться послом на Аугсбургский рейхстаг.
Пользуясь женитьбой герцога Пармского в Брюсселе и барона де Монтиньи в Антуане, нидерландская знать образовала оппозиционную лигу. Вызванный из Люксембурга в Брюссель для консультации, в связи с появлением Компромисса дворян, граф был единственным сеньором, публично заявившим, что ничего не знает о происходящем, и первые сведения получил от своего сына за три дня до приезда. 28 марта он добавил, что считает эту конфедерацию делом предосудительным, и пригрозил Карлу своим родительским гневом, если тот не поспешит выйти из нее.
В то же время, как и другие губернаторы провинций, Мансфельд выступил против чрезмерной суровости королевских эдиктов о преследовании еретиков. Тем не менее, вскоре, несмотря на родство с графами Хорном и Бредероде, Петер Эрнст порвал с их лигой, и попытка этих господ заявить о том, что в знак свидетельств своего недовольства он был намерен отослать орденскую цепь Филиппу (2 апреля 1566), свидетельствовала лишь о стремлении скомпрометировать Мансфельда перед королем и вернуть его в ряды оппозиции.
При этом причины, заставившие графа отдалиться от недовольных, носили личный характер и были далеки от политики. Дочь Мансфельда, увезенная своим дядей Бредероде в Голландию, вступила в связь с бастардом принца Оранского Паламедом де Шалоном. Заключенная в башню, она сумела сбежать, переодевшись мужчиной, и укрылась в Англии, куда вскоре вскоре прибыл Шалон, взявший ее в жены. Мансфельд обвинил шурина в недостаточной бдительности.
Перемена политической позиции вернула Мансфельду расположение правительницы. Отправив 1 июля графа ван Бергена к королю, Маргарита поручила ему, среди прочего, поговорить о титулах, которыми можно наградить его за услуги. Сам Мансфельд открыто демонстрировал преданность Маргарите, предложив собрать две тысячи кавалеристов, и не остановился перед доносом, сообщив в конце июля, что недовольные сеньоры связались с французскими гугенотами, и передал письмо одного лотарингского дворянина, обвинявшее принца Оранского и графа Хорна в организации возмущения во Фландрии. В Государственном совете он систематически голосовал вместе со сторонниками крайних мер Шарлем де Берлемоном, герцогом д'Арсхотом и сеньором де Нуаркармом.
В момент, когда восстание иконоборцев достигло пика, Маргарита отказалась укрыться в Монсе, решила остаться в Брюсселе, и назначила Мансфельда губернатором города, отдав себя под его защиту. Около этого времени граф снова ездил с посольством к императору, и передал правительнице записку, в которой излагал предложения по предотвращению заговоров и общей революции, способной уничтожить власть Австрийского дома. Со своей стороны недовольные обвиняли его в сервилизме.
2 января 1567 Мансфельд предложил герцогине потребовать от наиболее влиятельных сеньоров принести новую присягу с обязательством служить королю против всех. Сам он принес клятву первым, затем склонил к примирению с Маргаритой графа Эгмонта, и вместе с ним в марте отправился в Вильбрёк, чтобы добиться того же и от принца Оранского.
18 апреля Антверпен объявил о своем подчинении и готовности принять гарнизон. Граф вошел туда с 16-ю ротами. Чтобы помешать протестантским солдатам атаковать с флангов через боковые улицы, он по пути следования перегородил выходы на них повозками с багажом. 28-го Мансфельд принял в городе Маргариту, остававшуюся в Антверпене до июля, затем передал командование графу Лодрону с его немецкими войсками, и вывел из города своих фламандцев. По этому случаю правительница назначила его генералом немецкой кавалерии.
По прибытии в Нидерланды герцога Альбы Мансфельд 21 апреля явился его приветствовать в Лувен, и в тот же день вернулся обратно в Брюссель. Присутствовал на заседании совета, предшествовавшем аресту графов Эгмонта и Хорна (9 сентября), после чего вместе с Берлемоном сообщил эту новость герцогине, извиняя Альбу за то, что тот до последнего момента скрывал от нее приказ короля. За первым репрессивным актом должны были последовать преследования всех, кто подписал Компромисс, и Мансфельд поспешил отослать своего сына Карла, бывшего одним из самых горячих его сторонников. Направив королю послание с просьбой о милости к арестованным, на аудиенции у Альбы граф резко протестовал против насилия над статутами ордена Золотого руна, и предложил созвать рыцарей для решения этого вопроса. Альба на это ответил, что накажет тех, кто посмеет собраться, что он исполняет королевский приказ, принятый по зрелом размышлении, и что рыцари должны ему повиноваться.
После бурного объяснения стороны расстались, крайне недовольные друг другом, и после этого герцог Альба в период своего наместничества старался не пользоваться услугами Мансфельда, и держал его подальше от Брюсселя. Единственными миссиями, которые ему доверили, были сопровождение Маргариты Пармской в Италию, после того, как она 29 декабря 1567 сложила свои полномочия, а в 1569 году — присоединение с 25 знаменами пехоты и 2000 всадников к французской королевской армии, действовавшей против гугенотов принца Конде, объединившегося с принцем Оранским и двумя его братьями, Генрихом и Людвигом, приведшими тысячу рейтар.
3 октября 1569 Мансфельд отличился в битве при Монконтуре, где был ранен выстрелом из аркебузы в правую руку, которая также осталась искалеченной. Карл IX направил ему письмо с благодарностью, написав, что благодаря его храбрости сохранил свою корону.
Узнав о том, что дело его шурина барона де Монтиньи, содержавшегося в заключении в Сеговии, рассматривается Советом по волнениям, Мансфельд безуспешно пытался выступать в его защиту перед этим знаменитым судилищем.
В 1574 году преемник Альбы Луис де Рекесенс, направляясь в Нидерланды проездом через Люксембург, выразил удивление тем, что такой известный воин пребывает в забвении, и решил исправить эту несправедливость. 18 января 1575 он просил для Мансфельда должность генерала легкой кавалерии, вакантную после смерти дона Хуана де Мендосы, и предложил ввести его в Государственный совет. 10 марта король приказал графу прибыть в Брюссель, если его отсутствие в Люксембурге не создаст проблем, и принять участие в заседаниях совета в качестве приглашенного лица.
В мае Рекесенс снова предложил ввести Мансфельда в совет, а также назначить его губернатором Фландрии, тогдашний наместник которой граф дю Рё возглавлял провинцию лишь в силу распоряжения герцога Альбы. Филипп II нашел эти функции несовместимыми, и предложил передать графу пост генерал-кампмейстера, если Чаппино Вителли, занимавший эту должность, покинет Нидерланды. Рекесенс продолжал настаивать, надеясь, что высокое назначение несколько поправит имущественные дела Мансфельда, и король в конце концов согласился назначить графа в совет и дать ему пост лагерного маршала провинции (maréchal de camp de par deçà), вакантный после смерти графа д'Аренберга, но лишь в качестве исполняющего обязанности, а оформление жалованных грамот затянулось.
5 марта 1576 великий командор Кастилии умер. За два дня до смерти он назначил Мансфельда своим заместителем по всем военным вопросам, но не успел подписать документ, и Государственный совет отказался его признать. Тем не менее, Мансфельд был вызван в Брюссель, куда прибыл 16 марта, и на следующий день был назначен генерал-кампмейстером. Он считал это недостаточным, тем более, что в окрестностях Брюсселя появились мятежные шеволежеры, а испанцы, находившиеся в городе, не желали подчиняться приказам властей. В этих обстоятельствах граф с помощью городского магистрата добился назначения военным губернатором Брюсселя (21 марта). Будучи официально введенным в состав совета 14 июля, Мансфельд развернул активную деятельность в интересах короля, за что получил у революционеров, недовольных тем, что он «совал свой нос повсюду» кличку espagnolisé.
Когда после взятие Зирикзе разразился мятеж испанцев, требовавших выплаты жалования, Мансфельд тщетно пытался успокоить недовольных, но отсутствие средств в казне и конфликт между членами совета не позволили разрешить кризис. Отсутствие денег и инструкций из метрополии побудили нескольких прелатов и буржуа из провинциальных штатов Брабанта к совершению государственного переворота. 4 сентября 1576 Жак де Глим, подполковник десятизнаменного пехотного полка, поднял мятеж, выломав двери, ворвался в здание совета и арестовал его членов. Мансфельд вместе с другими советниками был проведен между двумя шеренгами аркебузиров и посажен под арест. Для объяснения происходящего был пущен слух, будто губернатор собирался выдать город испанской солдатне, предав его огню и крови. Граф оставался в заключении до 8 марта 1577, и был освобожден после подписания договора между Хуаном Австрийским и Генеральными штатами.
Основным условием трактата был вывод из Нидерландов испанских, итальянских и бургундских войск. 25 марта они собрались у Маастрихта в ожидании выплаты денег. Государственный совет поручил Жилю де Берлемону вести их в Италию, но Генеральные штаты предпочли доверить это поручение Мансфельду, с чем согласился и дон Хуан. Вскоре граф выступил в поход во главе 20000 человек, с 10—12 тыс. лошадей и тысячей повозок. По выражению Роды, это напоминало картину «исхода Израиля из Египта». Через Лотарингию, Бургундию и Савойю армия прибыла в Миланское герцогство. Выполнив эту миссию, граф собирался ехать в Испанию, чтобы изложить королю свои претензии и потребовать награды за труды, но внезапно был вызван доном Хуаном в Нидерланды. 31 октября Мансфельд встретился с наместником в недавно завоеванном Намюрском замке, и был назначен походным маршалом (maréchal de l'ost), вместо графа Аренберга.
С этого момента граф участвовал во всех военных экспедициях против войск Генеральных штатов: в битве при Жамблу он командовал испанским арьергардом, перед Рименаном он советовал предпринять атаку ретраншементов. После смерти дона Хуана Мансфельд был одним из самых преданных лейтенантов Алессандро Пармского, и во время осады Маастрихта был назначен главным лагерным маршалом. Внес значительный вклад в успех осады, но из-за разногласий с Оттавио Гонзагой не помешал беспорядкам и трехдневному разграблению города. Затем с частью армии направился в Гелдерн, но вскоре был отозван в Монс, чтобы следовать в Аррас, для содействия штатам Эно, Артуа, Лилля, Дуэ и Орши в переговорах с валлонскими сеньорами.
В течение нескольких месяцев, пока Фарнезе занимался выполнением условий Аррасского соглашения, Мансфельд временно исполнял функции губернатора и капитан-генерала подчинившихся провинций, овладев за это время Куртре, Мортаном, Сент-Аманом, замком Кенуа, и прочим. Затем под командованием герцога содействовал взятию Бушена, Нивеля, Вильворде, Ауденарде, Сихема и Далема.
В 1585 году на военном совете, собранном Фарнезе, высказал мнение о том, что для осады Антверпена сил недостаточно, но принял командование над войсками, оперировавшими на правом берегу Шельды, в Брабанте. Там к нему присоединился полковник Мондрагон. Пройдя Фландрию, Мансфельд переправился через реку у Бургта с 4500 пехотинцами и восемью ротами кавалерии. Обойдя Антверпен, он занял позицию у Стабрёка, в лье к югу от Лилло, где основательно окопался. 26 мая он участвовал в отвоевании плотины Кувенштейна, захваченной войсками Генеральных штатов при содействии антверпенских кораблей.
11 августа в капелле форта Сен-Филипп он передал орденское облачение Золотого руна Фарнезе, отложившему церемонию до взятия Антверпена: затем, из-за ухудшения здоровья вследствие тягостей осады, уехал в Люксембург.
В 1588 году герцог Пармский, готовившийся принять командование десантными войсками, предназначенными для завоевания Англии, вызвал Мансфельда в Брюссель, чтобы назначить временным генерал-губернатором. К тому времени граф был старейшим членом ордена Золотого руна, и его военный опыт не вызывал сомнений. Позднее Фарнезе при каждом отъезде из Нидерландов оставлял вместо себя Мансфельда. В тот раз, имея графа под рукой, он направил его на помощь князю де Шиме, отправившемуся помогать курфюрсту Кёльнскому, и безуспешно осаждавшему Бонн. При известии о прибытии старого солдата осажденные поспешили капитулировать, чтобы избежать сдачи на более тяжелых условиях.
После подчинения Бонна, возглавив войска Шиме, Мансфельд двинулся на Венло, и отчаянно атаковал Вахтендонк, где, по утверждению Страды, мортиры впервые стреляли бомбами. Город был взят 20 декабря.
После смерти Фарнезе Филипп II назначил Мансфельда временным штатгальтером Нидерландов, до прибытия эрцгерцога Эрнста (январь 1594). Именно во время этого интерима был опубликован приказ не использовать военные квартиры и отказаться от любых выкупов, контрибуций и охраны, обходиться с противником с крайней суровостью, обязать жителей равнинной страны звонить в колокола при его приближении, и вешать пленных. Как и следовало ожидать, в ответ на это варварское распоряжение Генеральные штаты опубликовали аналогичное постановление.
17 января 1594 Мансфельд вернулся в Люксембург после встречи с эрцгерцогом, и оставался в своем губернаторстве почти постоянно, до самой смерти. В течение 58 лет управления провинцией он сумел сохранить ее лояльность Испании, но действовал весьма жестокими методами. При начале волнений его обвиняли в том, что он «мешал совету юстиции, препятствовал работе офиса генерального прокурора Люксембурга, заставил проводить все ходатайства через своего секретаря, пользовался штрафами, и выжимал все возможное из бедных крестьян».
Даже если в этих обвинениях есть преувеличения, несомненно то, что Мансфельд, постоянно нуждавшийся в деньгах, использовал гражданскую войну для личного обогащения. Он израсходовал значительные средства для меблировки и украшения своего дворца в Люксембурге, и создания чудесного сада в Клаузене, украшенного антиками, которые по его приказу разыскивали по всей провинции, и в особенности в Арлоне.

## Семья
1-я жена (1.04.1542): Маргарета ван Бредероде (ок. 1520—31.05.1554), дочь графа Рено III ван Бредероде и Филиппины де Ламарк. Принесла богатое приданое, очень быстро растраченное.
Дети:
- Фридрих фон Мансфельд (1542—1559)
- князь Карл фон Мансфельд (1545—14.08.1596), генерал христианско-имперских войск, убит при осаде Грана. Жена 1): Диана де Коссе, дочь графа Шарля I де Коссе-Бриссака, маршала Франции, и Шарлотты де Сюёр д'Эскето; 2): Мария Кристина д'Эгмонт (1550—1622), дочь графа Ламораля I д'Эгмонта, принца Гаврского, и Сабины фон Пфальц-Зиммерн
- Филипп фон Мансфельд (ум. 1574), убит на дуэли с сеньором де Ришбуром в Брюсселе
- Поликсена фон Мансфельд (ум. после 17.09.1591). Муж: Паламед де Шалон-Нассау (ум. 1600)

2-я жена (22.02.1562): Мария де Монморанси, дама де Конде (ум. 5.02.1570), дочь Жозефа де Монморанси, сеньора де Нивеля, и Анны ван Эгмонт, вдова графа Шарля II де Лалена
Дети:
- граф Филипп Октавиан фон Мансфельд (1564—1591)
- Доротея фон Мансфельд. Муж: Франсиско Вердуго (1537—1595), губернатор Фрисландии

Бастард от Анны фон Бензерат:
- Петер Эрнст II фон Мансфельд (1580—29.11.1626)